# 일 (물리학)
일(work)은 물리학에서 물체에 힘을 가했을 때 힘과 힘이 가해진 방향으로 움직인 거리를 곱한 물리량을 뜻한다. 일의 단위는 줄이다. 한편, <일-에너지 정리>에 따라 작용을 통한 힘에 의해 변환된 에너지의 총합으로 표현할 수도 있다.

## 개요

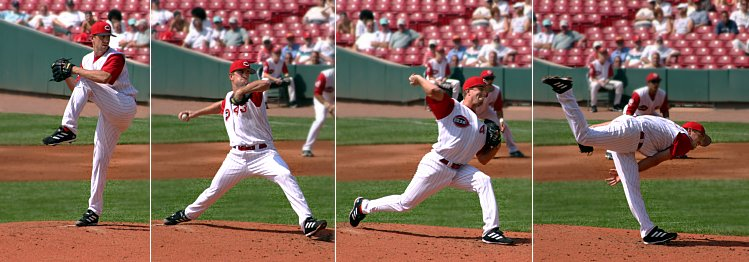
야구에서 투수는 공에 힘을 실어 던짐으로써 양의 일을 한다. 한편, 포수가 공을 받을 때는 음의 일을 한다.

일은 스칼라 양이고 양의 일 또는 음의 일이 가능하다. 힘의 방향과 물체의 운동 방향이 같을 때 양의 일을 하고 반대일 때는 음의 일을 한다. 힘이 가해졌다 하더라도 일은 0이 될 수도 있다. 예를 들면 등속 원운동에서 구심력이 하는 일은 언제나 0이다. 등속원운동에서는 구심력이 주어지는 방향과 물체가 움직이는 방향이 언제나 직각이기 때문이다.(즉, 가해진 힘에 대해 물체의 이동거리가 0이기 때문이다.) 이것은 다시 에너지의 변화로도 설명될 수 있다. 등속원운동에서는 구심력에 의한 물체의 에너지 변화가 없기 때문에 일은 0이다. 또한 단순히 일의 공식 {\displaystyle W=\mathbf {F} \cdot \mathbf {d} =Fd\cos \theta \,\!}에서 {\displaystyle \theta ={\frac {\pi }{2}}}이기 때문에 {\displaystyle \cos \theta =0}이 되어 {\displaystyle W=0}이 성립하기도 한다.

## 정의

### 힘과 거리의 곱
일은 일반적으로 힘이 가해진 방향으로 움직인 물체의 거리로 정의된다. 이렇게 정의할 때 일은 단순히 다음의 식으로 나타낼 수 있다.
{\displaystyle W=\mathbf {F} \cdot \mathbf {d} =Fd\cos \theta }
 W: 일, F: 힘, d: 거리

또는

{\displaystyle W=\mathbf {F} \cdot \mathbf {s} }
W: 일, F: 힘, s: 힘의 방향으로 이동한 거리
로도 나타낼 수 있다.
이 때, 힘은 방향성을 갖는 벡터 양이기 때문에, 위에서 설명한 식은 엄밀하게는 힘과 변위(變位, 위치의 변화) 벡터의 스칼라 곱의 선적분으로 정의되어야 한다. 엄밀하게 정의된 일은 다음의 식으로 나타낼 수 있다.
{\displaystyle W=\int _{C}{\vec {F}}\cdot d{\vec {s}}\,\!}
 C: 물체가 움직인 경로 또는 곡선,   {\displaystyle {\vec {F}}}: 힘의 벡터,   {\displaystyle {\vec {s}}}: 변위 벡터

### 힘에 의해 변화된 에너지의 총합
일-에너지 이론에 의하면 일은 작용을 통해 힘에 의해 변환된 에너지의 총합으로 정의할 수 있다. 이렇게 정의할 때 일은 다음의 식으로 나타낼 수 있다.
{\displaystyle W=\Delta E_{k}=E_{k2}-E_{k1}={\tfrac {1}{2}}m\Delta (v^{2})\,\!}
 W: 일,  {\displaystyle \Delta E_{k}}: 에너지 변화량, {\displaystyle E_{k2}}: 작용 후 에너지량, {\displaystyle E_{k1}}: 작용전 에너지량, m:질량 v:속도 

## 단위
일의 SI 유도 단위는 1 뉴턴의 힘이 1 미터의 거리를 이동하게 하는 일로 정의한, 줄(J)이다.
{\displaystyle {\rm {J=N\cdot m}}}
 J: 줄, N: 뉴턴, m: 미터

## 일의 원리
어떠한 도구를 사용하더라도 결국 물체에 한 일의 크기는 같다.
또, 도르래 등을 사용해 힘을 적게 쓰도록 할 수는 있지만, 힘이 가해진 거리가 늘어나야 하기 때문에 한 일의 양, 즉 소모한 에너지를 보았을 때에는 이득은 없다.

## 같이 보기
- 힘 (물리학)
- 에너지
- 일률